# Korhogo
Korhogo je město v severním Pobřeží slonoviny. Ve městě žije přibližně 441 tisíc obyvatel a jde tak o nejlidnatější město v severní části státu státu a zároveň čtvrté nejlidnatější město v zemi po městech Abidžan, Bouaké a Daloa.  
Město je významné zejména jako centrum zemědělství v regionu, když se zde pěstují typicky plodiny jako pšenice, rýže, bavlna, proso, kapok, podzemnice olejná, kukuřice nebo jam. Kromě toho se zde hojně chovají ovce a kozy. Dále se v okolí města nachází naleziště diamantů. V jihozápadní části města leží hora Mont-Korhogo. Korhoho je obsluhováno stejnojmenným Letištěm Korhogo.